# Peter Wilt
Peter Wilt est un dirigeant de football qui a été le premier président et directeur général du Fire de Chicago dans la Major League Soccer (MLS). Il a dirigé un effort pour étendre la franchise de la MLS à Milwaukee, Wisconsin, et entretient des liens solides avec le sport du football dans le Midwest, en particulier à Chicago.
Wilt est surtout connu pour son travail avec le Fire de Chicago, où il s'est forgé une réputation de chef d'entreprise convivial pour les supporters dans le monde du football.

## Histoire
Peter Wilt est né à McHenry (Illinois), et a commencé sa carrière dans le sport en travaillant pour les équipes de baseball des Milwaukee Brewers et de hockey des Admirals de Milwaukee avant de se lancer dans le football avec le Milwaukee Wave.
Wilt était connu pour répondre aux questions des fans via les forums de discussion Internet de BigSoccer, et il tient maintenant son propre blog sur les questions de football à Chicago.
Au cours de ses sept saisons en tant que directeur général de Chicago, le Fire a remporté une Coupe MLS, trois Coupes des États-Unis et un Supporters' Shield. En 2005, Wilt a été renvoyé par Anschutz Entertainment Group, le propriétaire de l'équipe, une décision qui a été contestée par les fans de Chicago. L'année suivante, il est devenu directeur général de Milwaukee Professional Soccer (un groupe faisant une offre pour amener une franchise de la MLS à Milwaukee), mais a quitté le poste pour devenir PDG des Chicago Red Stars, l'équipe de Women's Professional Soccer de Chicago qui a commencé à jouer en 2009. Après une saison, Wilt a quitté les Red Stars pour un poste de direction avec le Milwaukee Wave. Après une saison avec le Wave, Wilt a fondé l'équipe d'expansion MISL désormais défunte, les Chicago Riot.
Le 6 juin 2017, il a été annoncé que Wilt que la nouvelle National Independent Soccer Association commencerait à jouer en 2018 en ciblant initialement de 8 à 10 équipes, plus tard révisé à 8 à 12 équipes. La ligue a également présenté des plans pour introduire un système de promotion/relégation, une fois qu'elle aura atteint son objectif de 24 équipes, une première dans le football professionnel américain et ainsi servir de ligue d'alimentation pour la North American Soccer League,.
Le 17 mai 2018, Wilt a quitté la NISA pour aider à lancer une future équipe professionnelle à Madison, Wisconsin dans la USL League One, plus tard nommée Forward Madison FC. Un comité de propriétaires de clubs a été formé pour élire un nouveau leadership au sein de l'organisation. Wilt a également été nommé directeur général du Green Bay Voyageurs FC, l'affilié de Forward Madison dans la USL League Two.
Le 24 octobre 2019, Forward Madison a annoncé le départ de Wilt du club afin de prendre un poste avec l'USL.
Le 10 septembre 2020, la National Independent Soccer Association (NISA) a annoncé qu'un groupe d'investisseurs, dirigé par le fondateur de la ligue Peter Wilt, avait déposé une demande pour créer un club sur le marché de Chicago.
Le 10 janvier 2024, la Open Soccer Alliance a annoncé la nomination de Peter Wilt en tant que directeur stratégique en chef. Le groupe a été créé pour « unir les défenseurs d'une structure de système ouvert de football professionnel et amateur. »

## Référence
- (en) Cet article est partiellement ou en totalité issu de l’article de Wikipédia en anglais intitulé « Peter Wilt » (voir la liste des auteurs).

1. ↑  Dan Reiner, « Firestarter: Wilt’s ceaseless impact on Midwest soccer », sur Marquette Wire, 14 avril 2016 (consulté le 24 février 2021)
2. ↑  « Wilt to Toronto: Make it happen », sur Canadian Soccer News (consulté le 20 septembre 2016)
3. ↑  Amy Lynch, « 5 Questions: Indy Eleven's Peter Wilt shares love of soccer », sur Indianapolis Star (consulté le 20 septembre 2016)
4. ↑  Patrick Hruby, « It came from the message boards », The Washington Times,‎ 21 mai 2003 (lire en ligne, consulté le 18 janvier 2007)
5. ↑  « Home | National Independent Soccer Association », sur www.nisaofficial.com (consulté le 6 juin 2024)
6. ↑  Jeff Bollier, « League soccer to kick it at Capital Credit Union Park beginning in 2019 », sur Green Bay Press Gazette, 27 octobre 2018 (consulté le 13 février 2019)
7. ↑  Todd Milewski, « Peter Wilt leaves Forward Madison FC managing director role for job with USL », sur Wisconsin State Journal (consulté le 24 octobre 2019)
8. ↑  (en) Paul Kennedy, « Peter Wilt launches another start-up, in another league », sur Soccer America (consulté le 28 janvier 2021)
9. ↑  (en-US) « Open Soccer Alliance Makes Its Case », sur Protagonist Soccer, 23 janvier 2024 (consulté le 31 mars 2024)
10. ↑  (en-US) « OPEN SOCCER ALLIANCE LAUNCHES WITH AUTHENTIC VISION TO UNITE OPEN SYSTEM ADVOCATES AND REPLICATE GLOBAL SOCCER STRUCTURE | Open Soccer Alliance » (consulté le 13 juin 2024)